# Висляєво
Висля́єво (рос. Висляево) — присілок в Ферзиковському районі Калузької області Російської Федерації.
Населення становить 7 осіб. Входить до складу муніципального утворення Присілок Зудна.

## Історія
Від 2004 року входить до складу муніципального утворення Присілок Зудна

## Населення
| 2002 | 2010 | 2011 |
| ---- | ---- | ---- |
| 1    | ↗8   | ↘7   |

Відповідно до результатів перепису 2002 року у присілку проживав один мешканець українського походження.